# 赤崎貞幹
赤崎 貞幹（あかざき ていかん、元文4年（1739年） - 享和2年8月29日（1802年9月25日））は江戸時代の薩摩藩の武士、漢学者。諱は貞幹。通称は源助。字は彦礼。号は海門。生年は寛保2年（1742年）、没年は文化2年（1805年）ともされる。なお、諱は「ていかん」と音読みで読まれる。

## 生涯
薩摩国谿山郡谷山郷の南麓出身（現在の鹿児島県鹿児島市谷山中央四丁目）。谷山郷士であったが、山本伝蔵と同じく山田喜右衛門有雄（君豹）に師事する。のち肥後国で藪弧山に師事して帰藩すると、鹿児島城下士となる。西田の片馬場（現在の鹿児島市常盤町）に居住していた。山本伝蔵の後に造士館教授御用人格となるが、江戸で64歳で死去したため、再び山本が造士館教授となる。菩提寺は泉谷山大円寺。法号は層巌院海門嘯月居士。なお、「薩陽過去帳」では享和2年（1802年）8月29日死亡としている。
教授の他に助教、島津斉宣の侍読、記録奉行、物頭、江戸幕府の神田聖堂弐日講釈を勤め、定府となる。著書に「琉客譚記」などがある。また、芝山持豊より和歌を学ぶという。大正13年（1924年）、従五位を追贈された。

## 年譜
- 天明3年（1783年）：助教及び島津斉宣侍読となる。
- 天明6年（1786年）：聖堂奉行が教授に改称される。
- 天明8年（1788年）：助教から記録奉行に役替え。また引き続き侍読を勤める。
- 寛政5年（1793年）：物頭に就任。
- 寛政7年（1795年）：教授に就任。